# Grupa generała Franciszka Krajowskiego
Grupa generała Franciszka Krajowskiego – wyższy związek taktyczny Wojska Polskiego okresu wojny polsko-bolszewickiej.

## Struktura organizacyjna
Skład w 12 września 1920
- dowództwo grupy
- 18 Dywizja Piechoty
- 7 Dywizja Piechoty
- Brygada Dońska esauła Aleksandra Salnikowa
- 214 pułk ułanów